# جروزوتو
جروزوتو (به ایتالیایی: Grosotto) یک کومونه در ایتالیا است که در استان سوندریو واقع شده‌است.

## خصوصیات
جروزوتو ۵۳٫۰ کیلومترمربع مساحت و ۱٬۶۵۰ نفر جمعیت دارد.